# Angel's Lesson
『Angel's Lesson』（エンジェルズレッスン）は、2000年12月15日にCronusより発売されたアダルトゲームである。続編として『Nursery Song』が存在する。

## 概要
ヒロイン選択式のシミュレーション。期間は2週間で、その日に出会うヒロインを選択し、攻略していくADVゲームである。前作『Sweet Pleasure』よりは増えたもののそれでもシナリオは非常に短く選択肢も少ないため、1シナリオを見るのに1時間以下で終わってしまう。ヒントモードが用意されており、ゲームの攻略が苦手な人でも簡単に攻略できるようになっている。

## ストーリー
関川夏夫（主人公）は、関川病院の院長の息子で、自身も腕利きの医者である。しかし、最近は仕事がいい加減になっていた。町でも悪評のため患者は次第に離れてゆき、彼が原因で病院は次第に危機に向かっていた。一度は父からクビを言い渡された夏夫であったが、彼を慕う春菜の取り成しもあって辛うじてクビを免れる。彼が言い渡されたのは与えられた2週間の猶予期間内に、まじめに特訓し、一人前の医者に立ち直ることであった。先ずは患者からの信頼を取り戻すことが必要だと考えた主人公は、看護婦たちと協力して、信頼回復に動き出す。

## キャラクター
関川 夏夫（せきかわ　なつお／名称変更可能）
主人公。本来、腕利きの医者で将来を嘱望されている「若先生」だったが、次第に慢心していき、一般患者はいい加減に扱い、美人の女性患者にはセクハラまがいの診療をするといったダメ医者になってしまい、クビになりかけるが2か月の猶予をもらい更生を目指す。
結城 春菜（ゆうき はるな）
関川病院の看護婦。主人公のことを慕っており、昔主人公と交わした約束を今でも覚えている。明るく優しいため院内でも評判が良い。ただ、少々ドジっ娘。
白石 桜（しらいし さくら）
関川病院の看護婦。婦長を務めるだけあって仕事に厳しく、周りからの信頼も厚い。ツンデレな性格で、主人公に真面目な医師になってもらおうと厳しく指導する。続編『Nursery Song』にもヒロインとして登場する。
藤園 綾乃（ふじその あやの）

関川病院の看護婦。医療機器会社ソノテック社長の一人娘で少々気が弱い。人の役に立ちたいという思いから看護婦になった。『Nursery Song』にもヒロインとして登場する。
早坂 真琴（はやさか まこと）

関川病院の入院患者。ゲームの途中で入院してくる女の子。口数が多く、元気ではあるものの、どんなに検査しても回復の兆しが見えず入院し続けている。『Nursery Song』にもヒロインとして登場する。

## スタッフ
- シナリオ - くるくる
- 原画 - 葵羽鳥
- 音楽 - 猫野こめっと

## 反響

### 売り上げ
本作は、PC NEWS1月25日号（第66号）に掲載された全国美少女ソフト売り上げランキング TOP50（ 12/4～12/31集計）に、初登場で8位にランクインした。